# نور اوغي (أرارات)
مدينة نور اوغي (بالأرمينية:Նոր ուղի) (بالإنجليزية: Nor Ughi)‏ هي إحدى المدن التابعة لمقاطعة أرارات في أرمينيا. يقدر عدد سكانها بـ 957 نسمة حسب الإحصاء الذي جرى عام 2011.